# 酸碱理论
酸碱理论指阐述酸、碱及酸碱反应本质的各种理论。在历史上曾有多种酸碱理论，其中重要的包括：
- 阿伦尼乌斯酸碱理论——酸碱电离理论
- 布仑斯惕-劳里酸碱理论——酸碱质子理论
- 路易士酸碱理论——酸碱电子理论
- 酸碱溶剂理论
- 软硬酸碱理论

## 酸和碱的定义

### 历史性的突破
酸碱反应的概念最早由纪尧姆-弗朗索瓦·鲁埃勒于 1754 年提出，他将“碱”一词引入化学中，表示与酸反应生成固体形式（作为盐）的物质。 碱本质上大多是苦的。

### 拉瓦锡的定义（酸中需含有氧元素）
酸和碱的第一个科学概念是由拉瓦锡在1776年左右提出的。
拉瓦锡认为氧是酸中不可或缺的组分，将氧定义为酸生成者（οξυς γεινομαι），并且认为当时还未研究清楚成分的氢卤酸中也含有氧元素。 这是因为拉瓦锡对强酸的知识仅限于含氧酸，例如硝酸（HNO3）和硫酸（H2SO4），这些酸有一个中心原子，中心原子具有高氧化态，且被氧原子包围。并且当时的科学界也不清楚氢卤酸（HF、HCl、HBr 和 HI）的准确组成。
拉瓦锡的定义持续了 30 多年，直到汉弗莱·戴维于 1810 年发表文章和随后的讲座，证明硫化氢 ({\displaystyle {\ce {H2S}}})、碲化氢 ({\displaystyle {\ce {H2Te}}}) 和氢卤酸中不含氧。 然而，戴维未能发展出新的理论，他得出的结论是“酸度并不取决于任何特定的元素，而是取决于不同元素的特殊排列”。
永斯·贝采利乌斯对拉瓦锡的氧理论进行了一项值得注意的修改，他指出酸是非金属的氧化物，而碱是金属的氧化物。

### 李比希的定义（酸中需含有氢元素）
1838年，尤斯图斯·冯·李比希提出酸是一种含氢化合物，酸中的氢元素可被金属取代。这一重新定义基于他对有机酸化学成分的广泛研究，完成了戴维发起的从氧基酸到氢基酸的学说转变。 李比希的定义虽然完全是经验性的，但在阿伦尼乌斯定义被采用之前一直沿用了近 50 年。 

### 阿伦尼乌斯的定义

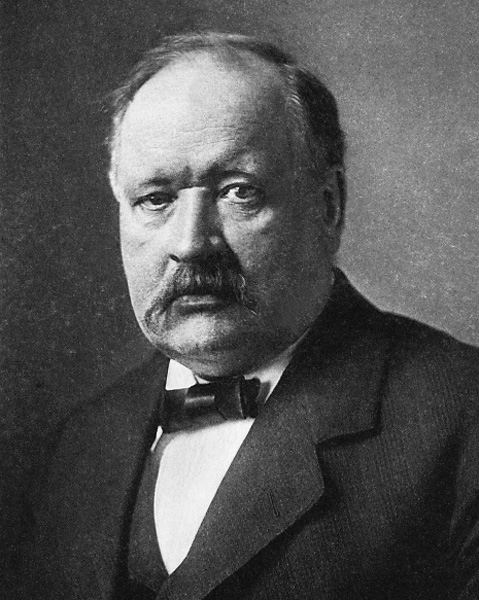
现在阿伦尼乌斯酸碱理论仍然被广泛用于理解酸碱反应的概念。

该理论以阿伦尼乌斯与威廉·奥斯特瓦尔德在1884年左右的研究为基础，相比其他酸碱理论更加简明易懂。阿伦尼乌斯本人也因此获得1903年的诺贝尔化学奖。
至于该理论中的酸碱定义，可用以下句子来描述：
|  | 阿伦尼乌斯酸碱理论中，酸在水溶液中解离出氢离子，而碱则解离出氢氧根离子。 |

也就是说，阿伦尼乌斯酸被加入水后，必须直接或间接引起：
- 水合氢离子浓度增加，或
- 氢氧根离子浓度降低

而阿伦尼乌斯碱被加入水后，必须直接或间接引起：
- 水合氢离子浓度降低，或
- 氢氧根离子浓度增加

酸碱反应的本质是氢离子与氢氧根离子反应生成水。
2 H2O → OH− + H3O+
因此在该理论下，酸碱反应生成盐和水的过程也被称作中和反应。
酸+ + 碱− → 盐 + 水
碱中的阳离子可与酸中的阴离子成盐。比如，两摩尔的氢氧化钠（NaOH）与一摩尔的硫酸（H2SO4）反应，产物是两摩尔水和一摩尔硫酸钠：
2NaOH + H2SO4 → 2 H2O + Na2SO4

### 布仑斯惕（Brønsted）及劳里（Lowry）酸鹼學說
丹麦化学家约翰内斯·尼古劳斯·布仑斯惕和英国化学家托马斯·马丁·劳里于1923年分别提出酸碱质子理论，也称为布朗斯特-劳瑞酸碱理论。该理论认为，凡是能给出质子（H+）的物质都是酸，凡能接受质子的物质都是碱，而既能给出质子，也能接受质子的物质称为两性物质。 酸和碱不是孤立的，它们通过质子互相联系，用通式可以表示为：
酸 → 碱 + 质子
这样的一对酸碱称为共轭酸碱对，其中的酸和碱分别称为相应物质的共轭酸及共轭碱。
与阿伦尼乌斯酸碱理论不同的是，布仑斯惕酸碱不仅限于电中性的分子，也包括带电的阴阳离子。而该理论之下的酸碱反应则是两对共轭酸碱对之间传递质子的反应，不一定生成盐和水：
酸1 + 碱2 → 碱1 + 酸2
AH + B → A− + BH+
水是两性的——也就是说，它既可以作为酸也可以作为碱。布仑斯惕酸碱模型解释了这一点，显示了水分解成低浓度的水合氢离子和氢氧根离子：
H2O + H2O ⇌ H3O+ + OH−
以下是水分别作为酸和碱参与反应的例子：
HCl (aq) + H2O → H3O+ (aq) + Cl− (aq)
C5H5N + H2O ⇌ [C5H5NH]+ + OH−
布仑斯惕酸碱在形式上独立于任何溶剂，例如，考虑当乙酸 CH3COOH 溶解在液氨中时会发生什么：
CH3COOH + NH3 → NH4+ + CH3COO−

### 路易斯的定义
路易斯酸碱理论由吉尔伯特·牛顿·路易斯在1923年提出， 结合了布朗斯特-劳里和酸碱溶剂理论的特点，在水溶液和非水溶剂中都有很广的应用。 该理论着重探讨电子的给予与获得，路易斯酸被定义为电子接受体，而路易斯碱则是电子给予体。
Ag+ (酸) + 2 :NH3 (碱) → [H3N:Ag:NH3]+ (酸碱加合物)
路易斯酸与路易斯碱反应时，路易斯碱含有孤对电子的最高占有轨道（HOMO）向路易斯酸缺电子的最低未占轨道（LUMO）贡献电子生成配位键，产物称作酸碱加合物。 在强极性分子如三氟化硼中，电负性强的元素吸引电子，带有部分负电荷，电负性弱的元素则带有部分正电荷，孤对-成键电子（Lp-Bp）之间作用力超过成键-成键电子（Bp-Bp）之间的作用力。 金属离子的加合物被称为配位化合物。
路易斯酸碱的定义与布仑斯惕酸碱具有一致性，比如下面的反应在两种理论中都是酸碱反应：
H+ + OH− ⇌ H2O

### 溶剂理论
该理论與阿伦尼乌斯对所有自偶解离溶剂的定义有关。在这些溶剂中，存在中性溶剂分子与解离出的阳离子和阴离子之间的平衡：
2H2O ⇌ H3O+ (水合氢离子) + OH− (氢氧根)
2NH3 ⇌ NH4+ (铵) + NH2− (氨基負離子)
非质子溶剂：
N2O4 ⇌ NO+ (亚硝基正离子) + NO3− (硝酸根)
2SbCl3 ⇌ SbCl2+  + SbCl4−
酸导致溶剂阳离子浓度上升，阴离子浓度下降；而碱则导致阳离子浓度下降，阴离子浓度上升。例如在液氨中，KNH2提供NH2−离子，是强碱，而NH4NO3提供NH4+离子，是强酸。在液态二氧化硫（SO2）中，亚硫酰基化合物是酸，提供SO2+离子；而亚硫酸盐提供SO32−离子，可看作碱。
该理论下，液氨中的酸碱反应包括：
2NaNH2 (碱) + Zn(NH2)2 (两性) → Na2[Zn(NH2)4]
2NH4I (酸) + Zn(NH2)2 (两性) → [Zn(NH3)4)]I2
硝酸在纯硫酸中是碱：
HNO3 (碱) + 2H2SO4 → NO2+ + H3O+ + 2HSO4−
液态四氧化二氮中：
AgNO3 (碱) + NOCl (酸) → N2O4 + AgCl
酸碱溶剂理论中，同一化合物在不同溶剂中可以改变其酸碱性质，比如HClO4在水中是强酸，在乙酸中是弱酸，而在氟磺酸中则是弱碱。

## 其他酸碱理论

### Usanovich的定义
关于酸碱最基本的定义来自于俄罗斯化学家Mikhail Usanovich。根据该定义，只要是可以接受负电荷或放出正电荷，就是酸；反之则是碱。由于在该定义下氧化还原反应是酸碱反应的特殊情况，化学家并不是很倾向于使用这个定义。这是因为氧化还原主要集中讨论物理上的电子转移过程，而并非是键的形成与断裂过程，要将两者完全区分是不可能的。
Usanovich定义的例子如下：
Na
2O (碱) + SO
3 (酸) → 2 Na+
 + SO2−
4 (交换的物种：O2−
 阴离子)
3 (NH
4)
2S (碱) + Sb
2S
5 (酸) → 6 NH+
4 + 2 SbS3−
4 (交换的物种：3 S2−
 阴离子)
2Na (碱) + Cl
2 (酸) → 2Na+
 + 2Cl−
 (交换的物种：2 电子)

### Lux-Flood的定义
這個定義由德國化學家Hermann Lux 在1939年時所提出，其後Håkon Flood約在1947年作進一步的修正， 
现在主要用于现代熔盐的地球化学和电化学研究中。在该定义中，酸被定义为一个氧离子受体，而碱则是一个氧离子供体。例如：
MgO (碱) + CO2 (酸) → MgCO3
CaO (碱) + SiO2 (酸) → CaSiO3
NO3− (碱) + S2O72− (酸) → NO2+ + 2SO42−

### 皮尔逊的定义
1963年， 拉斐尔·皮尔逊提出了一个高级的定性概念——软硬酸碱理论。1984年，在Robert Parr的协助下，该理论发展成为一个定量的理论。“硬”对应的是小的、高氧化态的粒子，这些粒子都很难被极化。相反，“软”是指大的，低氧化态的粒子，很容易被极化。软-软和硬-硬之间的酸碱反应最为稳定。这个理论在有机化学和无机化学均有应用。